# 中央政治委员会 (汪精卫国民政府)
中央政治委员会（中政会）是汪精卫国民政府的最高指导机关，1940年3月至1945年间设立。

## 概况
根据《中央政治委员会组织条例》，“中央政治委员会为全国政治之最高指导机关”。与原先中国国民党中央政治委员会相比，汪精卫国民政府的中政会并非党内组织，其委员由中政会主席在国民党中央执行委员及中央监察委员、其他合法政党干部人员以及社会上有声望的人士中指定。不过其仍旧与国民党中央之间关系密切，例如组织条例就规定中政会主席由中国国民党中央执行委员会主席兼任。
1943年1月，中政会决议设立最高国防会议，其闭会期间的职权由最高国防会议执行。

## 历届人员构成

### 第一届（1940年3月24日）
- 主席：汪兆铭
- 当然委员：汪兆铭、陈公博、温宗尧、梁鸿志、王揖唐、王克敏
- 列席委员：褚民谊、朱履龢、江亢虎、顾忠琛
- 指定委员：周佛海、褚民谊、陈璧君、梅思平、陈群、林柏生、刘郁芬、任援道、焦莹、陈君慧、陈耀祖、叶蓬、李圣五、丁默邨、傅式说、杨揆一、鲍文樾、萧叔萱、李士群
- 聘请委员：齐燮元、朱深、殷同、卓特巴扎布、高冠吾、赵正平、缪斌、赵毓松、诸青来、赵叔雍、岑德广
- 秘书长：周佛海
- 副秘书长：陈春圃、罗君强

### 第二届（1941年4月5日）
- 当然委员：汪兆铭、陈公博、温宗尧、梁鸿志、王揖唐
- 延聘委员：王克敏、齐燮元、朱深、殷同、高冠吾、赵正平、缪斌、诸青来、赵毓松、赵尊岳、岑德广
- 指定委员：周佛海、褚民谊、陈璧君、梅思平、陈群、林柏生、刘郁芬、任援道、焦莹、陈君慧、陈耀祖、李圣五、叶蓬、丁默邨、傅式说、杨揆一、鲍文樾、萧叔萱、李士群
- 列席委员：朱履龢、顾忠琛、江亢虎、徐良
- 秘书长：周佛海
- 副秘书长：陈春圃、罗君强

### 第三届（1942年3月26日）
- 当然委员：汪兆铭、陈公博、温宗尧、梁鸿志、江亢虎
- 延聘委员：王揖唐、王克敏、齐燮元、朱深、殷同、高冠吾、赵正平、缪斌、诸青来、赵毓松、赵尊岳、岑德广
- 指定委员：周佛海、褚民谊、陈璧君、梅思平、陈群、林柏生、刘郁芬、任援道、焦莹、陈君慧、陈耀祖、李圣五、叶蓬、丁默邨、傅式说、杨揆一、鲍文樾、萧叔萱、李士群
- 列席委员：朱履龢、顾忠琛、徐良
- 秘书长：周佛海
- 副秘书长：陈春圃、罗君强

### 第四届（1943年4月1日）
- 当然委员：汪兆铭、陈公博、温宗尧、梁鸿志、江亢虎
- 延聘委员：王揖唐、王克敏、朱深、汪时璟、赵正平、诸青来、赵毓松、岑德广、王荫泰、齐燮元
- 指定委员：周佛海、褚民谊、陈璧君、梅思平、陈群、林柏生、刘郁芬、任援道、焦莹、陈君慧、陈耀祖、李圣五、叶蓬、丁默邨、傅式说、杨揆一、鲍文樾、萧叔萱、李士群、高冠吾、缪斌、陈春圃、罗君强
- 秘书长：周佛海
- 副秘书长：陈春圃、罗君强

### 第五届（1944年3月29日）
- 委员：与第四届相同
- 列席委员：周佛海、诸青来、朱履龢、顾忠琛、缪斌
- 秘书长：周佛海、赵尊岳（1944年12月23日任）、丁默邨（1945年1月11日任）
- 副秘书长：郭秀峰（1945年1月11日任）

### 第六届（1945年4月5日）
- 委员：与第五届相同
- 秘书长：丁默邨、岑德广（1945年6月7日任）
- 副秘书长：郭秀峰、彭羲明（1945年6月7日任）